# Sárosdy Eszter
Sárosdy Eszter (Budapest, 1976. február 16. -) televíziós műsorvezető.

## Életpályája
Angol-magyar szakos bölcsészként végzett. Egyéves színművészetis kitérő után elvégezte a Magyar Rádió stúdióját. Gyakornokként kezdett, majd kulturális és szabadidős műsoroknak készített riportokat. Majd még két diplomát szerzett. Karrierjét 1998-ban a Juventus Rádió hírszerkesztőjeként kezdte. 2000-ben az RTL Klub Híradó és az Antenna című műsorok műsorvezetője lett. Majd az ATV Reggeli Jam című műsorához került, ahol minden hétköznap reggel, aktuális hírekkel, politikával és közéleti hírekkel foglalkozott. 2000-ben szerepelt egy magyar játékfilmben, a Tündérdombban.
Első férje Szalóczy Pál, az MTV Híradójának egykori bemondója, akit tanáraként ismert meg. A köztük lévő nagy korkülönbség ellenére összeházasodtak. Eszter még férjnél volt, amikor szerelmi viszonyba került Alföldi Zoltán műsorvezetővel, aki később a férje lett. Közös gyermekeik Bálint és Julcsi. 

## Díjai, elismerései
- 2001 – Robert Schumann-díj